# Dolapex amiculus
Dolapex amiculus är en snäckart som beskrevs av Tom Iredale 1945. Dolapex amiculus ingår i släktet Dolapex och familjen Helicarionidae. IUCN kategoriserar arten globalt som starkt hotad. Inga underarter finns listade i Catalogue of Life.